# Ruhla
Ruhla est une ville de Thuringe, Land d'Allemagne, de l'ancienne RDA. Ruhla est précisément située entre les villes d'Eisenach et Schmalkalden.

## Municipalité
La ville de Ruhla comprend également les villages de Thal et de Kittelsthal, rattachés à la commune en 1994. Depuis 2006, Ruhla s'impose comme commune importante avec sa tutelle sur Seebach en tant que erfüllende Gemeinde.

## Histoire
Ruhla est pour la première fois mentionnée en 1355 et s'affirme au XIXe siècle comme ville horlogère. C'est ainsi que Ruhla fut une célèbre marque de montres grand public de l'ex-RDA ; on peut apercevoir un de ces modèles populaires au poignet du protagoniste dans le film Good Bye, Lenin!.

## Culture
- Costume de Ruhla

## Personnages célèbres
- Dieter Neuendorf ;
- Gertrud Alexander (1882-1967), militante et femme politique communiste.

## Jumelages
- Escaudain (France) depuis 1995